# Književnost u 1977.
◄◄ | ◄ | 1974. | 1975. | 1976. | 1977.  | 1978. | 1979. | 1980. | ► | ►►
Arhitektura • Astronautika • Astronomija • Biologija • Film • Fotografija • Glazba • Kazalište • Kemija • Kiparstvo • Knjige • Književnost • Kršćanstvo • Meteorologija • Medicina • Planinarstvo • Politika • Pravo • Promet • Slikarstvo • Strip • Šport • Televizija • Znanost • Zrakoplovstvo • Željeznički promet
Književnost u 1977.

## Svijet

### Književna djela
- travanj 1977. – objavljen roman Ptice umiru pjevajući (engl. The Thorn Birds) australske spisateljice Colleen McCullough

### Nagrade i priznanja
- Nobelova nagrada za književnost:

### Smrti
- 11. travnja – Jacques Prévert, francuski pjesnik (* 1900.)

## Hrvatska i u Hrvata

### Književna djela
- Omerpaša Latas Ive Andrića

### Smrti
- 30. listopada – Gustav Krklec, hrvatski književnik i prevoditelj (* 1899.)

## Vanjske poveznice
|  | Zajednički poslužitelj ima još gradiva o temi Književnost u 1977. |